# E. E. Wentworth Corporation
E. E. Wentworth Corporation war ein US-amerikanischer Hersteller von Automobilen.

## Unternehmensgeschichte
Elmer E. Wentworth leitete das Unternehmen mit Sitz in  Springvale in Maine. Hauptsächlich war es für den gesamten Staat Maine als Autohaus für Fahrzeuge von Overland tätig. 1915 begann die Produktion von Automobilen. Der Markenname lautete Wentworth. Im gleichen Jahr endete die Fahrzeugproduktion. Nach 1919 verliert sich die Spur des Unternehmens.

## Fahrzeuge
Die Basis der Fahrzeuge bildete ein Fahrgestell von Overland. Der Rest entstand nach Kundenaufträgen.